# Stelis pilosa
Stelis pilosa es una especie de orquídea epifita originaria de  Costa Rica y Panamá. 

## Descripción
Es una orquídea de pequeño tamaño con hábitos de epífita  con ramicaules delgadas envuelto basalmente por varias vainas tubulares y llevando una sola hoja, apical, oblongo-oblanceolada, conduplicada en base. Florece con una inflorescencia apical, de 3 a 10 cm  de largo, racemosa, laxamente con 6 a 8  flores que surge de una espata en la base de la hoja, con brácteas triangulares, que es más larga que las hojas y se produce en el invierno y la primavera. Una característica de diagnóstico fácil de esta especie es que las flores son blancas y el sinsépalo piloso superficialmente, sacciforme, tiene un parecido con un asiento de inodoro.

## Distribución
Se encuentra en Panamá y Costa Rica en los bosques húmedos montanos bajos en elevaciones de 1200 a 1800 metros.

## Taxonomía
Stelis pilosa fue descrita por Pridgeon & M.W.Chase y publicado en Lindleyana 17(2): 100. 2002
Sinonimia
- Effusiella amparoana (Schltr.) Luer
- Pleurothallis amparoana Schltr.
- Specklinia amparoana (Schltr.) Luer
- Stelis amparoana (Schltr.) Pridgeon & M.W.Chase[4][5]